# Agit-Prop

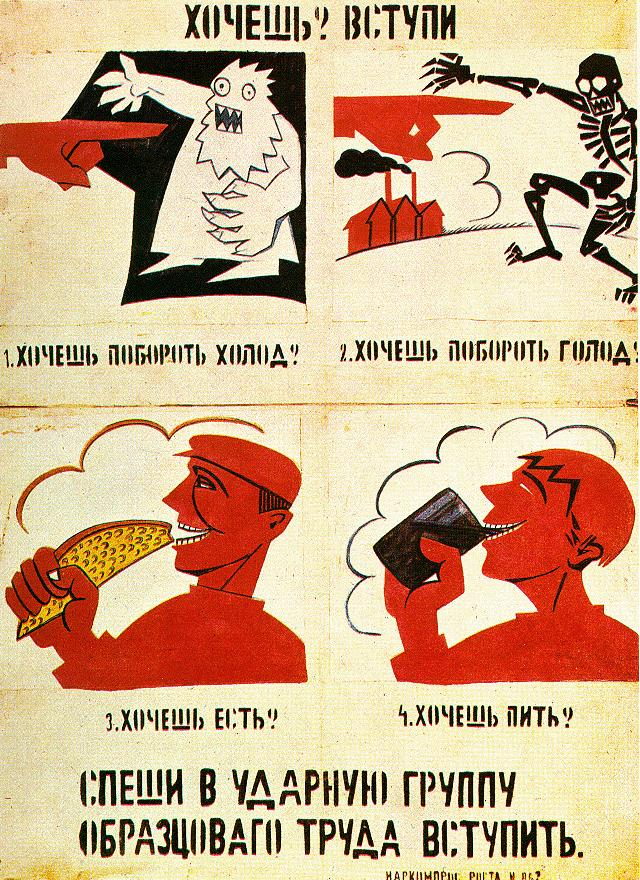
Manifesto Agitprop di Vladimir Majakovskij intitolato: "Lo vuoi? Aderisci.
1. Vuoi superare il freddo?
2. Vuoi superare la fame?
3. Vuoi mangiare?
4. Vuoi bere?
Affrettati ad aderire al gruppo avanzato di lavoro esemplare!"

Agit-Prop (in russo Агитпроп?, parola macedonia di "agitazione" e "propaganda", scritto anche come Agitprop) era il nome con il quale veniva chiamato il Dipartimento per l'agitazione e la propaganda (Отдел пропаганды и агитации, Otdel propagandy i agitacii) del Comitato centrale e dei Comitati territoriali del Partito Comunista dell'Unione Sovietica, in seguito rinominato "Dipartimento ideologico". Il termine viene molto spesso indicato per definire la stessa attività del dipartimento.

## Definizione
Nella lingua russa la parola "propaganda" non aveva una connotazione negativa, come invece in francese o inglese, e indicava la diffusione e disseminazione d'idee. Le attività e gli obbiettivi dell'Agit-Prop erano diffondere le idee del marxismo-leninismo e fornire spiegazioni della politica attuata dal partito unico, oltre che diffondere in differenti contesti tutti i tipi di saperi utili, come per esempio le metodologie agronome.
La cosiddetta "agitazione" consisteva invece nello spingere le persone ad agire in maniera conforme alle progettualità d'azione dei dirigenti sovietici.

## Forme

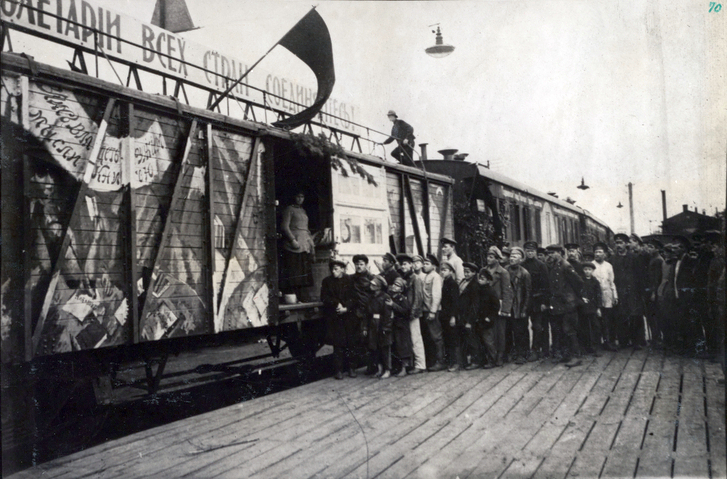
Treno di propaganda bolscevica

Durante la Guerra civile russa l'Agitprop ha assunto diverse forme:
- Censura della stampa: la strategia bolscevica fin dall'inizio è stata quella di introdurre la censura nel primo mezzo di comunicazione per importanza, ovvero il giornale.[1] Il governo provvisorio, nato dalla rivoluzione di febbraio contro il regime zarista, abolì la pratica secolare della censura della stampa. Questo creò dei giornali gratuiti, che sono sopravvissuti con il loro proprio reddito.[2]
- Agitazione orale: la leadership bolscevica capì che per costruire un regime che sarebbe durato, avrebbero avuto bisogno di ottenere il sostegno della popolazione russa contadina. Per farlo, Lenin organizzò una festa comunista che attirò i soldati smobilitati (tra gli altri) ad assumere un'ideologia e un comportamento bolscevico. Questa forma si sviluppò soprattutto nelle zone rurali e isolate della Russia.[3]
- Treni e navi Agit: per espandere la portata della rete di agitazione orale, i bolscevichi usarono i mezzi moderni per raggiungere più in profondità la Russia. I treni e le navi effettuarono agitazioni armate di volantini, manifesti e altre varie forme di Agitprop. I treni ampliarono la portata di agitazione in Europa orientale, e permisero la creazione di stazioni di Agitprop, composte da librerie di materiale di propaganda. I treni furono inoltre dotati di radio e di una propria macchina da stampa, in modo da poter riferire a Mosca il clima politico di una determinata regione, e di ricevere istruzioni su come sfruttare al meglio ogni giorno la propaganda.[4]
- Campagna di alfabetizzazione: Lenin capì che, al fine di aumentare l'efficacia della sua propaganda, avrebbe dovuto aumentare il livello culturale del popolo russo, facendo diminuire il tasso di analfabetismo.[5]